# Ifconfig
Met het commando ifconfig kan men op Unix-systemen de instellingen van de netwerkkaart bekijken en aanpassen. Ifconfig kan ook gebruikt worden om virtuele (pseudo-)netwerkinterfaces te configureren, zoals de loopback interface (lo).
De Windows NT/2000/XP variant van dit commando is ipconfig.

## Voorbeeld uitvoer
```
eth0      Link encap:Ethernet  HWaddr 00:E0:7D:B4:57:5D
          inet addr:10.0.0.150  Bcast:10.0.0.255  Mask:255.255.255.0
          inet6 addr: fe80::2e0:7dff:feb4:575d/64 Scope:Link
          UP BROADCAST RUNNING MULTICAST  MTU:1500  Metric:1
          RX packets:7942687 errors:0 dropped:0 overruns:0 frame:0
          TX packets:11226689 errors:0 dropped:0 overruns:0 carrier:0
          collisions:0 txqueuelen:1000
          RX bytes:1546161234 (1.4 GiB)  TX bytes:2389003399 (2.2 GiB)
          Interrupt:16 Base address:0x1000

lo        Link encap:Local Loopback
          inet addr:127.0.0.1  Mask:255.0.0.0
          inet6 addr: ::1/128 Scope:Host
          UP LOOPBACK RUNNING  MTU:16436  Metric:1
          RX packets:22356 errors:0 dropped:0 overruns:0 frame:0
          TX packets:22356 errors:0 dropped:0 overruns:0 carrier:0
          collisions:0 txqueuelen:0
          RX bytes:1441595 (1.3 MiB)  TX bytes:1441595 (1.3 MiB)
```